# Yttre Gäddträsket
Yttre Gäddträsket är en sjö i Lycksele kommun i Lappland och ingår i Umeälvens huvudavrinningsområde. Sjön har en area på 0,216 kvadratkilometer och ligger 256,4 meter över havet. Sjön avvattnas av vattendraget Byssjan.

## Delavrinningsområde
Yttre Gäddträsket ingår i det delavrinningsområde (714626-164575) som SMHI kallar för Ovan Västerbäcken. Medelhöjden är 270 meter över havet och ytan är 3,34 kvadratkilometer. Det finns ett avrinningsområde uppströms, och räknas det in blir den ackumulerade arean 26,8 kvadratkilometer. Byssjan som avvattnar avrinningsområdet har biflödesordning 2, vilket innebär att vattnet flödar genom totalt 2 vattendrag innan det når havet efter 130 kilometer. Avrinningsområdet består mestadels av skog (49 procent), öppen mark (14 procent) och sankmarker (10 procent). Avrinningsområdet har 0,18 kvadratkilometer vattenytor vilket ger det en sjöprocent på 5,4 procent.